# Sư đoàn
Sư đoàn (tiếng Anh:division) là một đơn vị quân đội, thường bao gồm từ 10.000 đến 25.000 binh sĩ, có quy mô tương đối lớn trong quân đội, nhỏ hơn quân đoàn, lớn hơn trung đoàn. Sư đoàn thường có khoảng mười ngàn đến hai mươi ngàn lính. Trong lục quân các nước một sư đoàn bao gồm các trung đoàn hay các lữ đoàn. Các sư đoàn lại tạo thành một quân đoàn. Trong chiến tranh hiện đại, một sư đoàn thường là các đơn vị chiến đấu hợp thành lớn nhất có khả năng tác chiến độc lập, tự cung cấp, đảm bảo cho các hoạt động của mình.

## Lịch sử

### Ý tưởng
Vị tướng đầu tiên nghĩ ra cách tổ chức lục quân đội thành các đơn vị hợp thành nhỏ hơn là Đại Thống chế Maurice de Saxe của Pháp, trong cuốn sách Mes Réveries. Do cái chết sớm của ông vào năm 1750 nên nó vẫn chỉ là một ý tưởng.
Một nhà lãnh đạo quân đội khác của Pháp đã đưa ý tưởng trên vào thực tiễn là Victor-François de Broglie. Ông đã chỉ đạo việc thử nghiệm thực tế trong Chiến tranh Bảy Năm, mặc dù quân Pháp thất bại trong cuộc chiến nhưng việc phân chia thành các sư đoàn đã tồn tại.

### Các sư đoàn đầu tiên
Sư đoàn đầu tiên trên thế giới là sư đoàn La Mã, đã tồn tại khi La Mã bắt đầu công cuộc xâm chiếm Vương Quốc Anh. Vào thời điểm đó, sư đoàn chỉ gồm 6000 người, sau này được phát triển và mở rộng với quy mô lớn hơn.
Cuộc chiến đầu tiên mà tổ chức sư đoàn được sử dụng một cách có hệ thống là Chiến tranh Cách mạng Pháp. Lazare Carnot của Ủy ban An toàn Công cộng, người phụ trách các vấn đề quân sự, đã đưa ra kết luận giống như chính phủ hoàng gia trước đây, và quân đội được tổ chức thành các sư đoàn.
Nó làm cho các đội quân linh hoạt và dễ điều động hơn, và nó cũng làm cho đội quân lớn của cách mạng có thể điều khiển được. Dưới thời Napoléon, các sư đoàn được tập hợp lại với nhau thành các quân đoàn vì quy mô ngày càng tăng của chúng. Thành công quân sự của Napoléon đã lan rộng tổ chức sư đoàn và quân đoàn ra khắp châu Âu, vào cuối Chiến tranh Napoléon, tất cả quân đội ở châu Âu đã áp dụng nó.

### Chiến tranh thế giới thứ hai
Tổ chức sư đoàn đạt đến đỉnh cao về số lượng trong Chiến tranh thế giới thứ hai. Hồng quân Liên Xô bao gồm hơn một nghìn sư đoàn cùng một lúc, và số lượng các sư đoàn được nâng lên trong Chiến tranh Xô–Đức 1941-1945 được ước tính ở mức 2.000. Đức Quốc xã có hàng trăm sư đoàn được đánh số hoặc được đặt tên, trong khi Hoa Kỳ sử dụng tới 91 sư đoàn.
Một thay đổi đáng chú ý đối với Tổ chức sư đoàn trong chiến tranh là việc hoàn thành việc chuyển đổi từ sư đoàn vuông (gồm hai lữ đoàn, mỗi lữ đoàn có hai trung đoàn) sang sư đoàn tam giác (gồm ba trung đoàn, không có cấp lữ đoàn) mà nhiều quân đội châu Âu đã bắt đầu sử dụng trong Chiến tranh thế giới thứ nhất. Điều này được thực hiện để tăng tính linh hoạt và giảm thiểu dây chuyền chỉ huy. Tổ chức sư đoàn tam giác cho phép chiến thuật "hai tiến, một lùi", trong đó hai trung đoàn của sư đoàn có thể giao chiến với kẻ thù với một trung đoàn dự bị.
Tất cả các sư đoàn trong Chiến tranh thế giới thứ hai đều được mong đợi có đội hình pháo binh của riêng mình, thường (tùy thuộc vào quốc gia) với kích cỡ của một trung đoàn. Pháo binh sư đoàn đôi khi được chỉ huy cấp quân đoàn biệt phái để tăng cường hỏa lực trong các cuộc giao tranh lớn hơn.

### Các sư đoàn hiện đại
Trong thời hiện đại, hầu hết các lực lượng quân đội đã tiêu chuẩn hóa cấu trúc sư đoàn của họ. Điều này không có nghĩa là các sư đoàn có quy mô hoặc cơ cấu ngang nhau giữa các quốc gia, nhưng các sư đoàn trong hầu hết các trường hợp sẽ tổ chức các đơn vị từ 10.000 đến 15.000 lính với đủ hỗ trợ để có thể hoạt động độc lập. Thông thường, tổ chức trực tiếp của sư đoàn bao gồm một đến bốn lữ đoàn hoặc lực lượng đặc nhiệm thuộc bộ phận tác chiến chính của nó, cùng với một lữ đoàn hoặc trung đoàn hỗ trợ chiến đấu (thường là pháo binh) và một số tiểu đoàn báo cáo trực tiếp cho các nhiệm vụ hỗ trợ chuyên biệt cần thiết, chẳng hạn như tình báo, hậu cần, trinh sát và Công binh. Hầu hết các quân đội đều tiêu chuẩn hóa sức mạnh tổ chức lý tưởng cho từng loại sư đoàn được gói gọn trong Bảng Tổ chức và Thiết bị (TO&E), trong đó chỉ định chính xác các đơn vị, nhân sự và thiết bị cho một bộ phận.
Sư đoàn hiện đại đã trở thành đơn vị chiến đấu có thể nhận dạng chính trong nhiều quân đội trong nửa sau thế kỷ 20, thay thế cho lữ đoàn. Tuy nhiên, xu hướng bắt đầu đảo ngược kể từ khi Chiến tranh Lạnh kết thúc. Việc sử dụng sư đoàn làm đơn vị tác chiến chính xảy ra cao điểm trong Chiến tranh thế giới thứ hai, khi những phe tham chiến triển khai hơn một nghìn sư đoàn. Với những tiến bộ công nghệ, sức mạnh chiến đấu của mỗi sư đoàn đã tăng lên.

## Phân loại

### Sư đoàn bộ binh
"Sư đoàn bộ binh" đề cập đến một đội hình quân sự bao gồm chủ yếu là các đơn vị bộ binh, cũng được hỗ trợ bởi các đơn vị từ các vũ khí chiến đấu khác. Ở Liên Xô và Nga, một sư đoàn bộ binh thường được gọi là "sư đoàn súng trường". Sư đoàn "bộ binh cơ giới" là một sư đoàn với phần lớn các tiểu đơn vị bộ binh được vận chuyển trên các phương tiện cơ giới bọc da mềm. Sư đoàn "bộ binh cơ giới" là sư đoàn có phần lớn các tiểu đơn vị bộ binh được vận chuyển trên các xe bọc thép chở quân (APC) hoặc xe chiến đấu bộ binh (IFV) hoặc cả hai, được thiết kế để vận chuyển bộ binh. Các sư đoàn bộ binh cơ giới hóa ở Đức Quốc xã được gọi là " sư đoàn Panzergrenadier ". Ở Nga, họ được gọi là "sư đoàn súng trường cơ giới".
Do sự dễ dàng và đơn giản trong việc thành lập các sư đoàn bộ binh so với các đội hình khác, các sư đoàn bộ binh thường có số lượng nhiều nhất trong lịch sử chiến tranh. Hầu hết các sư đoàn của Hoa Kỳ trong Thế chiến II là các sư đoàn bộ binh.
Các sư đoàn bộ binh cũng dự kiến sẽ đi bộ từ nơi này đến nơi khác, với các phương tiện vận tải hoặc ngựa thồ được sử dụng để tăng cường hành trình của họ. Sự phân chia đã phát triển theo thời gian. Ví dụ, vào năm 1944, Đức Quốc xã đã chỉ định một số đội hình bộ binh của họ là các sư đoàn Volksgrenadier, nhỏ hơn một chút so với các sư đoàn thông thường, với số lượng súng máy phụ, vũ khí tự động và chống tăng để phản ánh thực tế rằng họ phải được sử dụng trong chiến tranh phòng thủ. Năm 1945, Đức Quốc xã biệt phái các thành viên của Kriegsmarine để tạo ra các "sư đoàn hải quân", có chất lượng thấp hơn các sư đoàn bộ binh của Lục quân. Họ cũng tạo ra các "sư đoàn mặt đất của Luftwaffe" từ các thành viên của Luftwaffe.
Các sư đoàn bộ binh đôi khi được giao trách nhiệm đóng quân. Chúng được đặt tên là "sư đoàn bảo vệ biên giới", "sư đoàn bộ binh tĩnh" và "sư đoàn đồn trú", và chủ yếu được sử dụng bởi Đức Quốc xã.

### Sư đoàn kỵ binh
Đối với hầu hết các quốc gia, kỵ binh được triển khai trong các đơn vị nhỏ hơn và do đó không được tổ chức thành các sư đoàn, mà cho các quân đội lớn hơn, chẳng hạn như của Đế quốc Anh, Hoa Kỳ, Đệ Nhất Đế chế Pháp, Pháp, Đế quốc Đức, Đức Quốc xã, Đế quốc Nga, Đế quốc Nhật Bản, Đệ Nhị Cộng hòa Ba Lan và Liên Xô, một số sư đoàn kỵ binh được thành lập. Chúng thường giống với các sư đoàn bộ binh của các quốc gia về tổ chức, mặc dù chúng thường có ít yếu tố hỗ trợ hơn và ít hơn, với các lữ đoàn hoặc trung đoàn kỵ binh thay thế các đơn vị bộ binh, và các đơn vị hỗ trợ, chẳng hạn như pháo binh và tiếp tế, là được ngựa kéo. Phần lớn, các đơn vị kỵ binh lớn đã không còn tồn tại sau Thế chiến thứ hai .
Trong khi kỵ binh ngựa đã được coi là lỗi thời, khái niệm kỵ binh như một lực lượng nhanh chóng có khả năng thực hiện các nhiệm vụ theo truyền thống của kỵ binh ngựa đã quay trở lại tư duy quân sự trong Chiến tranh Lạnh. Nhìn chung, hai loại kỵ binh mới đã được phát triển: kỵ binh trên không dựa vào khả năng cơ động của máy bay trực thăng và kỵ binh thiết giáp dựa trên đội hình thiết giáp tự động. Chiếc trước đây được tiên phong bởi Sư đoàn Dù số 11 (Thử nghiệm), được thành lập vào ngày 1 tháng 2 năm 1963 tại Fort Benning, Georgia. Vào ngày 29 tháng 6 năm 1965, sư đoàn được đổi tên thành Sư đoàn kỵ binh số 1 (Không vận), trước khi lên đường tham gia Chiến tranh Việt Nam .
Sau khi Chiến tranh Việt Nam kết thúc, Sư đoàn kỵ binh số 1 được tái tổ chức và tái trang bị xe tăng và xe trinh sát thiết giáp để tạo thành đội kỵ binh thiết giáp.
Khái niệm về lực lượng trinh sát cơ động nhanh, thiết giáp vẫn còn trong các quân đội hiện đại, nhưng các đơn vị này hiện đã nhỏ hơn và tạo thành một lực lượng vũ trang tổng hợp được sử dụng trong các lữ đoàn và sư đoàn hiện đại, và không còn được cấp sư đoàn nữa.
"Sư đoàn hạng nhẹ" là các sư đoàn kỵ binh ngựa của Đức được tổ chức sớm trong Thế chiến II, bao gồm các đơn vị cơ giới.

### Sư đoàn tăng - thiết giáp xe
Sự phát triển của xe tăng trong Chiến tranh thế giới thứ nhất đã thúc đẩy một số quốc gia thử nghiệm hình thành chúng thành các đơn vị cỡ sư đoàn. Nhiều người đã làm điều này giống như cách họ làm với các sư đoàn kỵ binh, bằng cách chỉ thay thế kỵ binh bằng các AFV (bao gồm cả xe tăng) và cơ giới hóa các đơn vị hỗ trợ. Điều này tỏ ra khó sử dụng trong chiến đấu, vì các đơn vị có nhiều xe tăng nhưng ít đơn vị bộ binh. Thay vào đó, một cách tiếp cận cân bằng hơn đã được thực hiện bằng cách điều chỉnh số lượng xe tăng, bộ binh, pháo binh và các đơn vị hỗ trợ.
Thuật ngữ "sư đoàn xe tăng" hoặc "sư đoàn cơ giới hóa" là tên gọi thay thế cho các sư đoàn thiết giáp. "Sư đoàn Panzer" là một sư đoàn thiết giáp của Wehrmacht và Waffen-SS của Đức trong Chiến tranh thế giới thứ hai.
Kể từ khi chiến tranh kết thúc, hầu hết các sư đoàn thiết giáp và bộ binh đều có một số lượng đáng kể các đơn vị xe tăng và bộ binh bên trong. Sự khác biệt thường nằm ở sự kết hợp của các tiểu đoàn được chỉ định. Ngoài ra, trong một số quân đội, sư đoàn thiết giáp được trang bị xe tăng tiên tiến hoặc mạnh hơn các sư đoàn khác.

## Tên gọi
Trong hầu hết các nước, tên gọi các sư đoàn là sự kết hợp của các số và loại sư đoàn, ví dụ như Sư đoàn bộ binh số 1 Hoa Kỳ, Sư đoàn thiết giáp 2 Anh. Tên riêng cũng được đặt cho một sư đoàn mặc dù nó không phải là tên chính thức theo danh pháp.
Các đơn vị bộ binh cơ giới được trang bị xe chiến đấu bộ binh.

## Sư đoàn trong Quân đội Nhân dân Việt Nam

### Sư đoàn bộ binh cơ giới
Sư đoàn bộ binh cơ giới gồm 3 trung đoàn bộ binh cơ giới, 1 trung đoàn pháo binh, 1 trung đoàn phòng không, 1 tiểu đoàn xe tăng, 1 tiểu đoàn pháo phản lực và các tiểu đoàn công binh, thông tin, trinh sát, vận tải....

### Sư đoàn Không quân
Tương đương với Liên đoàn bay (Group) của Anh, Không đoàn bay (Wing) của Mỹ.
Sư đoàn không quân gồm một số trung đoàn không quân. 

### Sư đoàn Phòng không
Sư đoàn phòng không gồm một số trung đoàn cao xạ và tên lửa đất đối không

## Nhật Bản
Các sư đoàn bộ binh của Lục quân Đế quốc Nhật Bản trong Thế chiến thứ hai thường thuộc loại hình tam giác, với 12.000 người trong ba trung đoàn của ba tiểu đoàn. Tư lệnh sư đoàn được phong hàm trung tướng .
Mỗi trung đoàn có một khẩu đội gồm bốn pháo chống tăng 37 mm và một trong bốn sơn pháo 75 mm. Mỗi tiểu đoàn có 2 pháo 70 mm hạng nhẹ. Trung đoàn pháo có 5 pháo chống tăng 37 mm, 24 pháo 75 mm và 12 pháo 100 mm.
Hỗ trợ pháo binh thường được cung cấp bởi các lữ đoàn pháo dã chiến hạng nặng bao gồm hai trung đoàn, một trung đoàn có 16 pháo 150 mm (2 tiểu đoàn, mỗi tiểu đoàn có hai khẩu đội 4 pháo) và trung đoàn còn lại có 16 khẩu pháo 100mm.
Hiện nay các sư đoàn Lực lượng Phòng vệ Mặt đất Nhật Bản là các đơn vị vũ trang kết hợp với các đơn vị bộ binh, thiết giáp và pháo binh, đơn vị hỗ trợ chiến đấu và đơn vị hỗ trợ hậu cần. Họ là các thực thể độc lập và lâu dài trong khu vực. Sức mạnh của các sư đoàn thay đổi từ 6.000 đến 9.000 nhân sự. Tư lệnh sư đoàn là trung tướng .
JGSDF hiện có chín sư đoàn hoạt động (một thiết giáp, tám bộ binh):
- Sư đoàn 1, ở Nerima
- Sư đoàn 2, ở Asahikawa
- Sư đoàn 3, ở Itami
- Sư đoàn 4, ở Kasuga
- Sư đoàn 6, ở Higashine
- Sư đoàn 7 (Thiết giáp), ở Chitose
- Sư đoàn 8, ở Kumamoto
- Sư đoàn 9, ở Aomori
- Sư đoàn 10, ở Nagoya